# شهرستان زاینسکی
شهرستان زاینسکی (به لاتین: Zainsky District) یک شهرستان در روسیه است که در تاتارستان واقع شده‌است.